# Jardin de l'Évêché de Castres
Pour les articles homonymes, voir Jardin de l'Évêché.
Le jardin de l'Évêché est l'ancien jardin d'agrément du palais épiscopal de Castres dans la région Occitanie en France. Construit à la fin du xviie siècle par André Le Nôtre, c'est un jardin à la française combinant des parterres en broderie de buis et à l'anglaise.

## Historique
Michel Tubeuf, évêque de Castres jusqu'en 1682, fait construire le palais épiscopal de Castres par Jules Hardouin-Mansard, de 1666 à 1673. Un premier jardin est alors cité, bordé par l'enceinte fortifiée de la ville, qui est détruite en 1676. À partir de là, les sources divergent quant au commanditaire du jardin à la française actuel (Tubeuf, Augustin de Maupeou, son successeur à l'évêché, ou bien les deux) mais s'accordent sur le fait qu'il ait été dessiné par André Le Nôtre. La tradition veut par ailleurs qu'il ne se soit même pas rendu sur place, mais se soit servit des données qu'il possédait sur l'organisation des bâtiments et du terrain.
Le jardin est signalé en 1726 dans le Dictionnaire universel de la France ancienne et moderne qui le qualifie de « très-beau ». Un siècle après, un membre de la famille Rigaud de Vaudreuil fait une description peu amène du parc lors d'un voyage, nuancée quelques années plus tard par un autre chroniqueur. Vers 1800, un mur d'enceinte est bâti autour du jardin, mais il est détruit quelques années plus tard, sous le Premier Empire.
Une première demande de protection émise par le maire Castres en 1892 est rejeté par la Commission des Monuments historiques. Il s'agissait de la première demande de classement concernant un jardin. En 1963, la fontaine est ajoutée. Le jardin est finalement inscrit en 1992 puis classé au titre des monuments historiques par arrêté du 27 juillet 1995. Il est également labellisé « Jardin remarquable » en 2004.

## Description
Le jardin est composé de six parterres : deux parterres en broderie de buis, pouvant représenter de manière stylisée une fleur de lys et une croix occitane, à proximité du bâtiment ; quatre parterres à l'anglaise, entourant un bassin au centre. Un bosquet de marronniers termine le jardin, à l'opposé du bâtiment. C'est l'un des derniers jardins en France à posséder au moins un parterre en broderie.

## Galerie

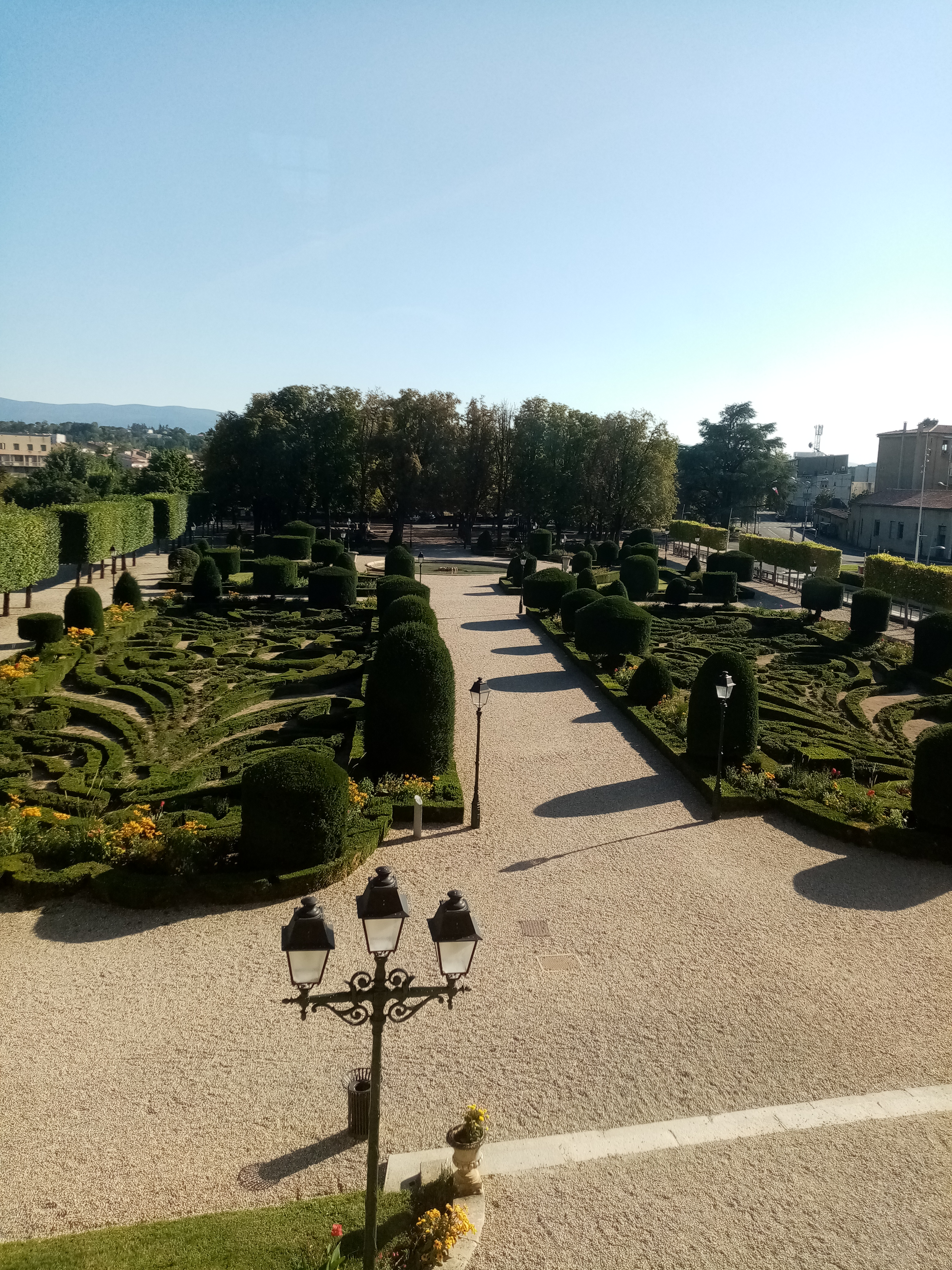
Vue sur le jardin à la française depuis le premier étage du palais de l'Évêché.
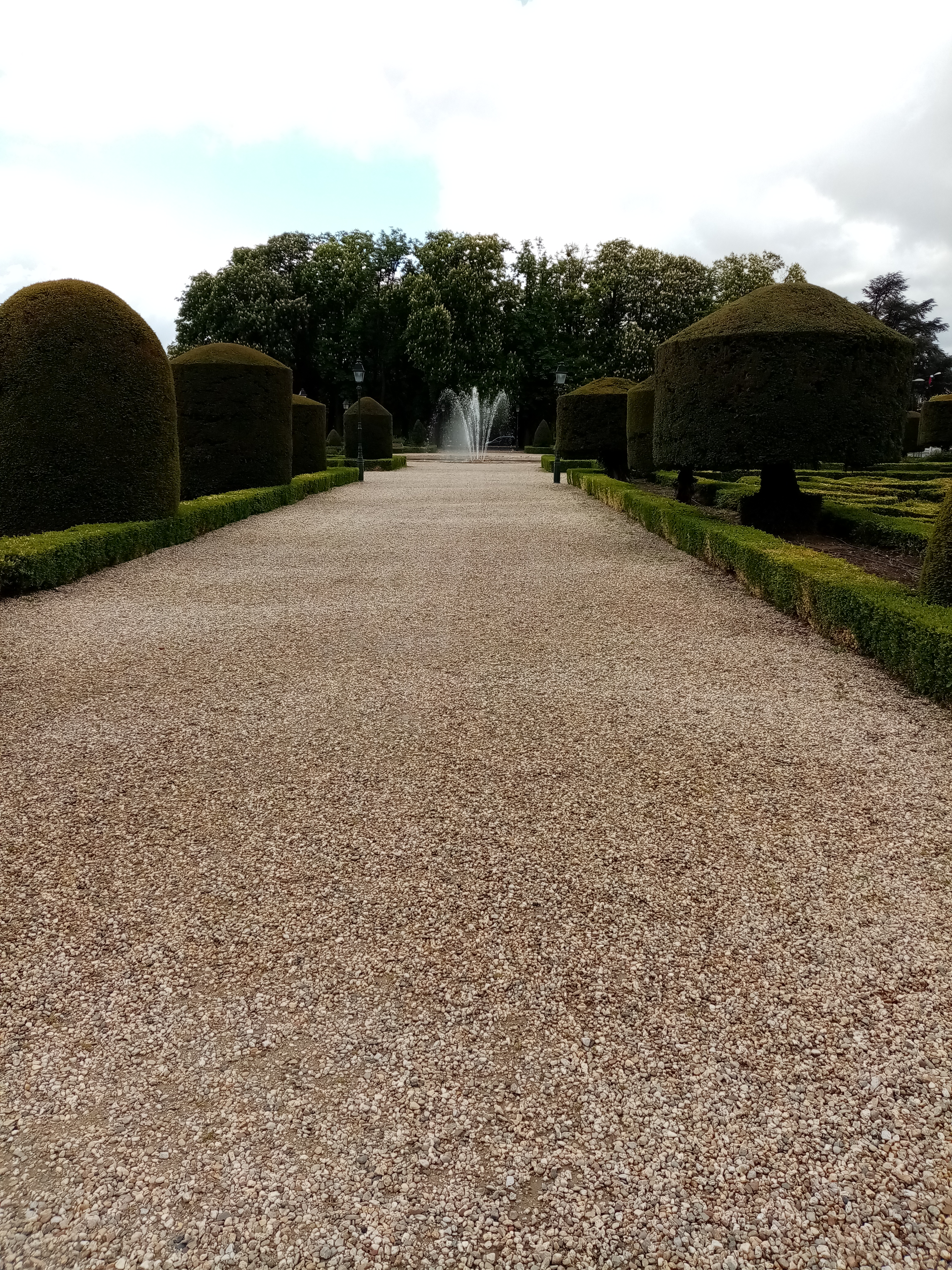
Perspectives du jardin à la française du XVIIe siècle depuis le palais.
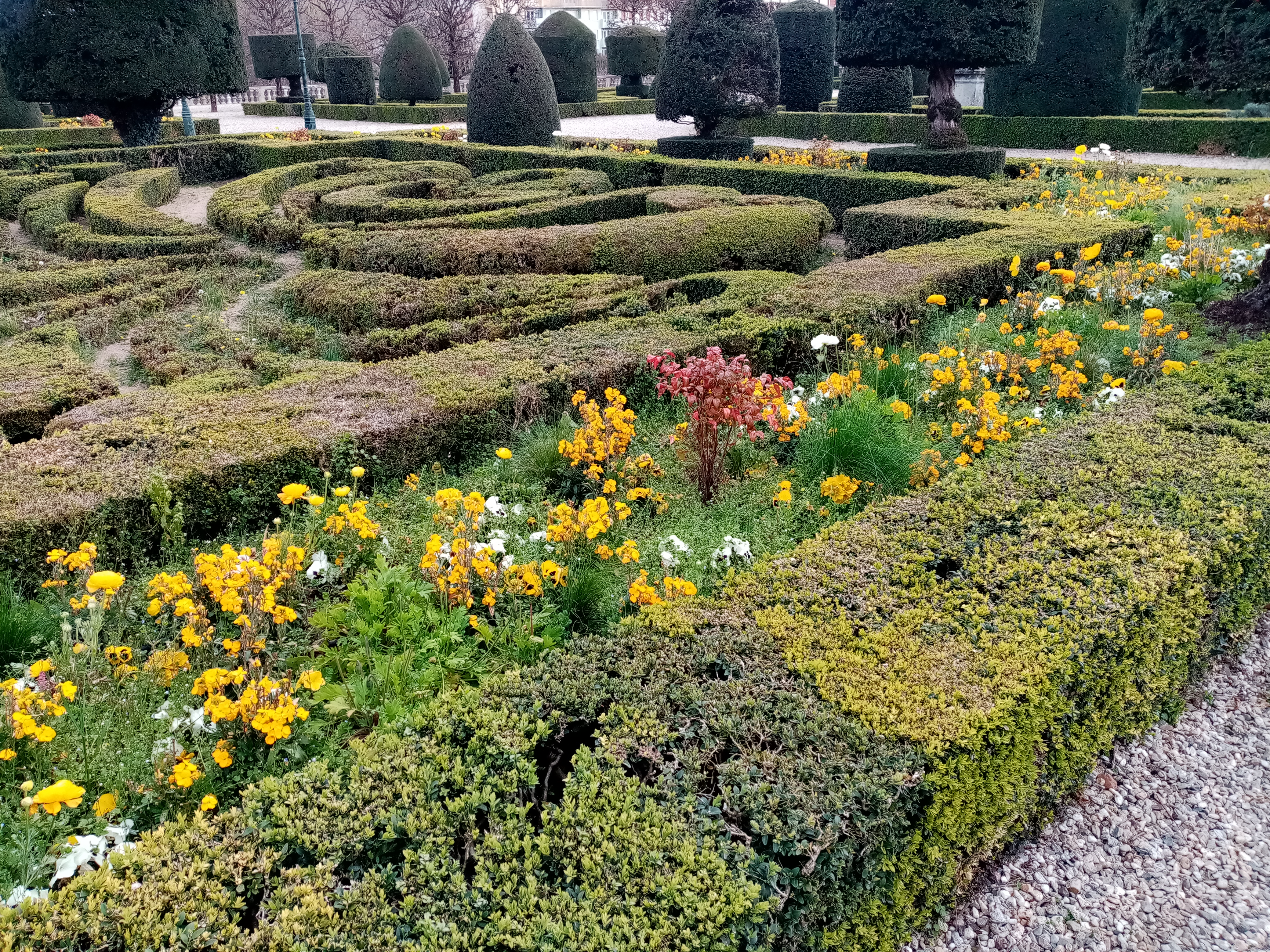
Ifs et arabesques de buis finement taillés chaque saison.
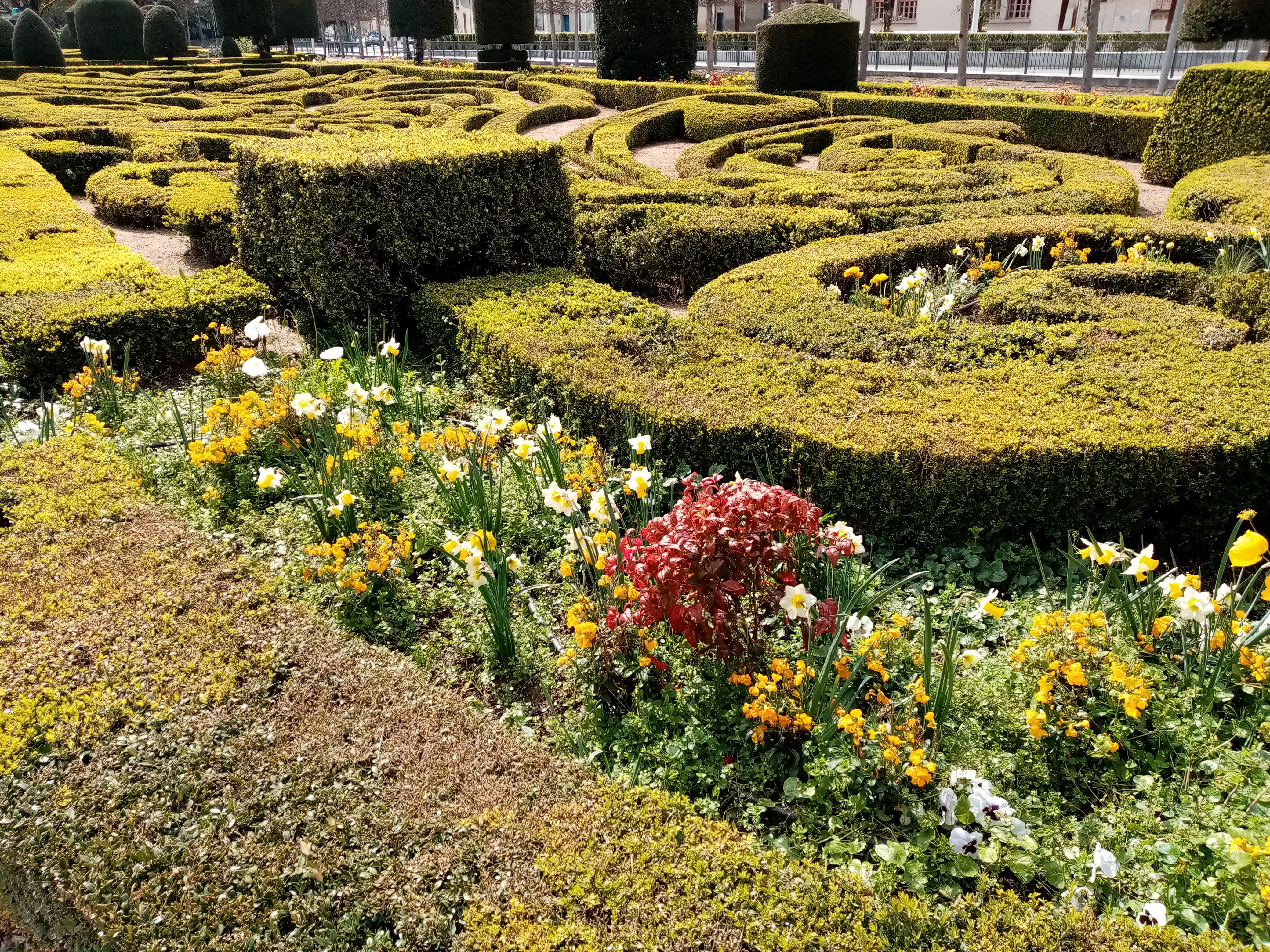
Massifs de plantes annuelles dans les parterres du jardin à la française.
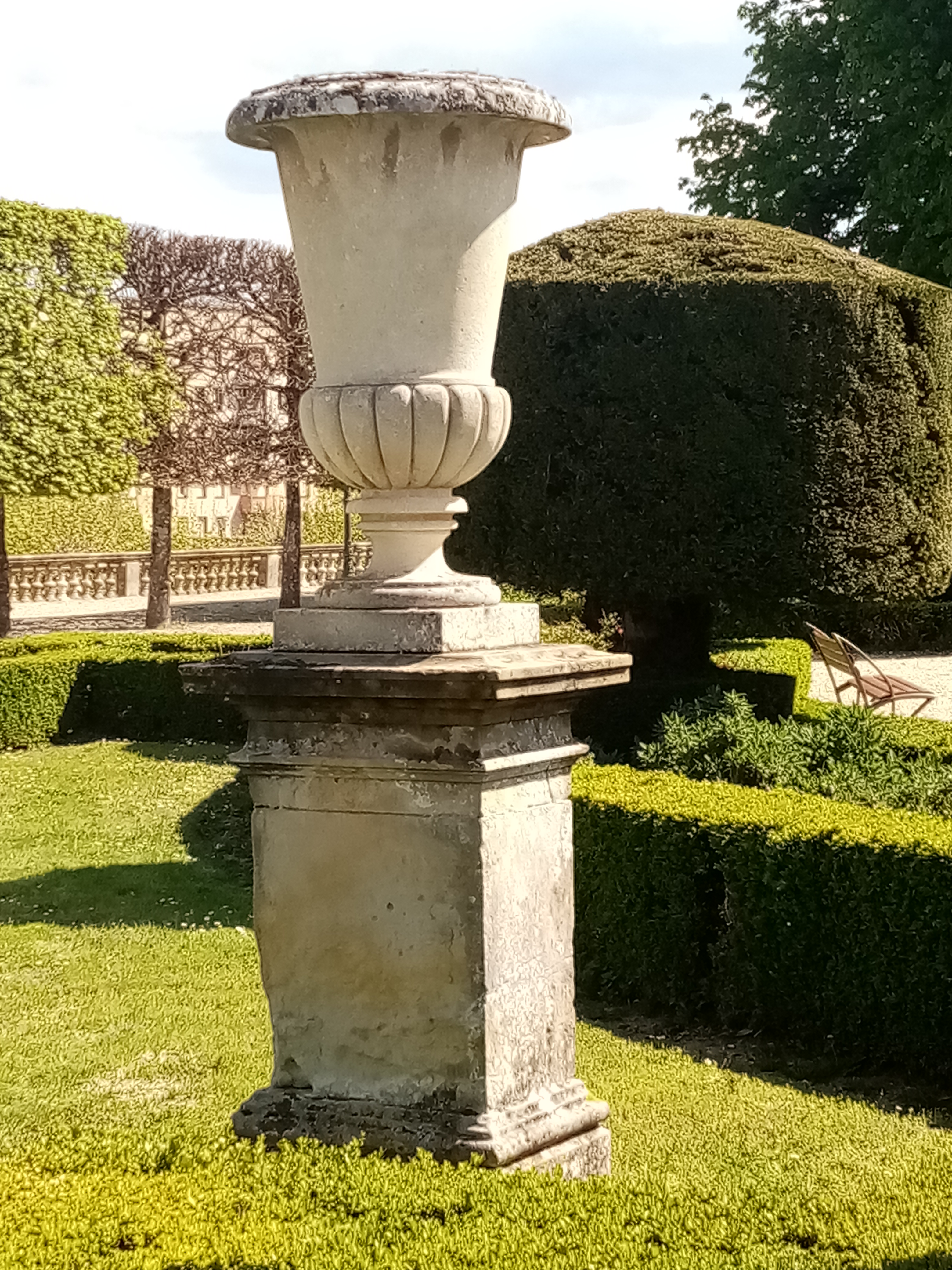
Grande vasque sur un piédestal située dans un parterre près du bassin.
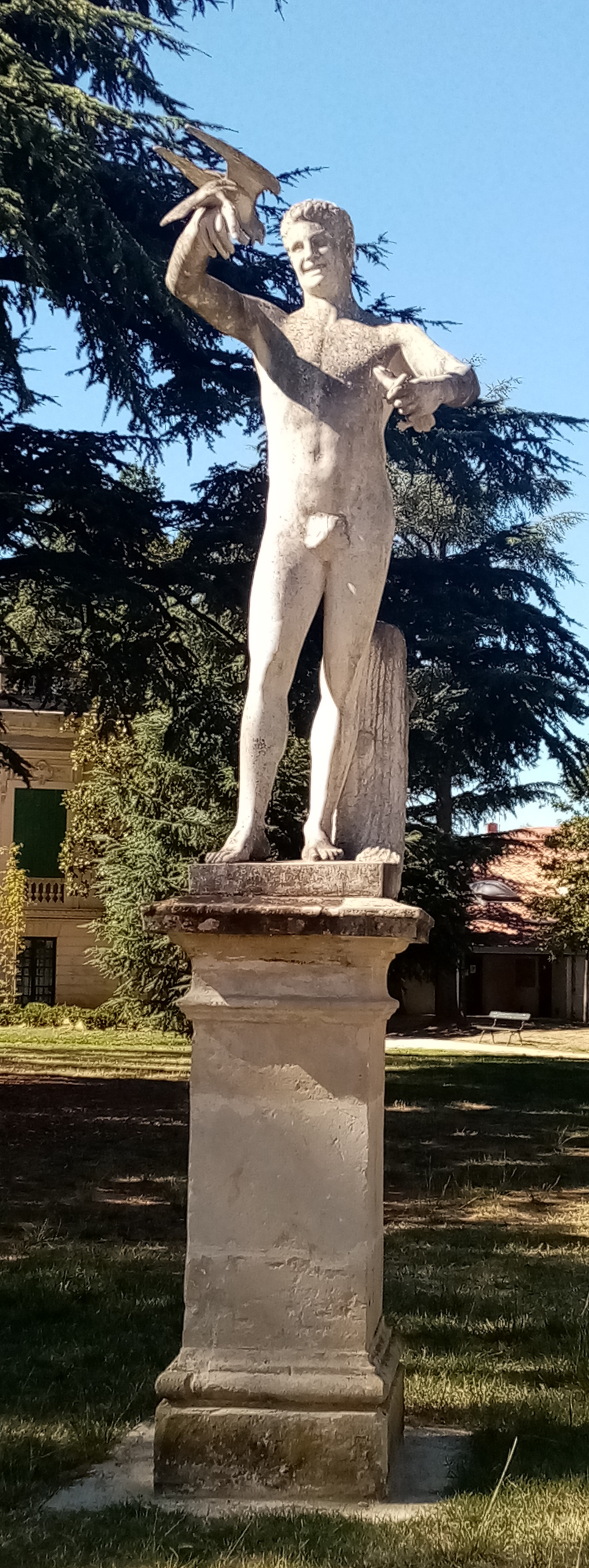
Réplique de la statue le Fauconnier du parc de Briguiboul qui exista au jardin de l'Évêché avant d'être fondue en 1943.
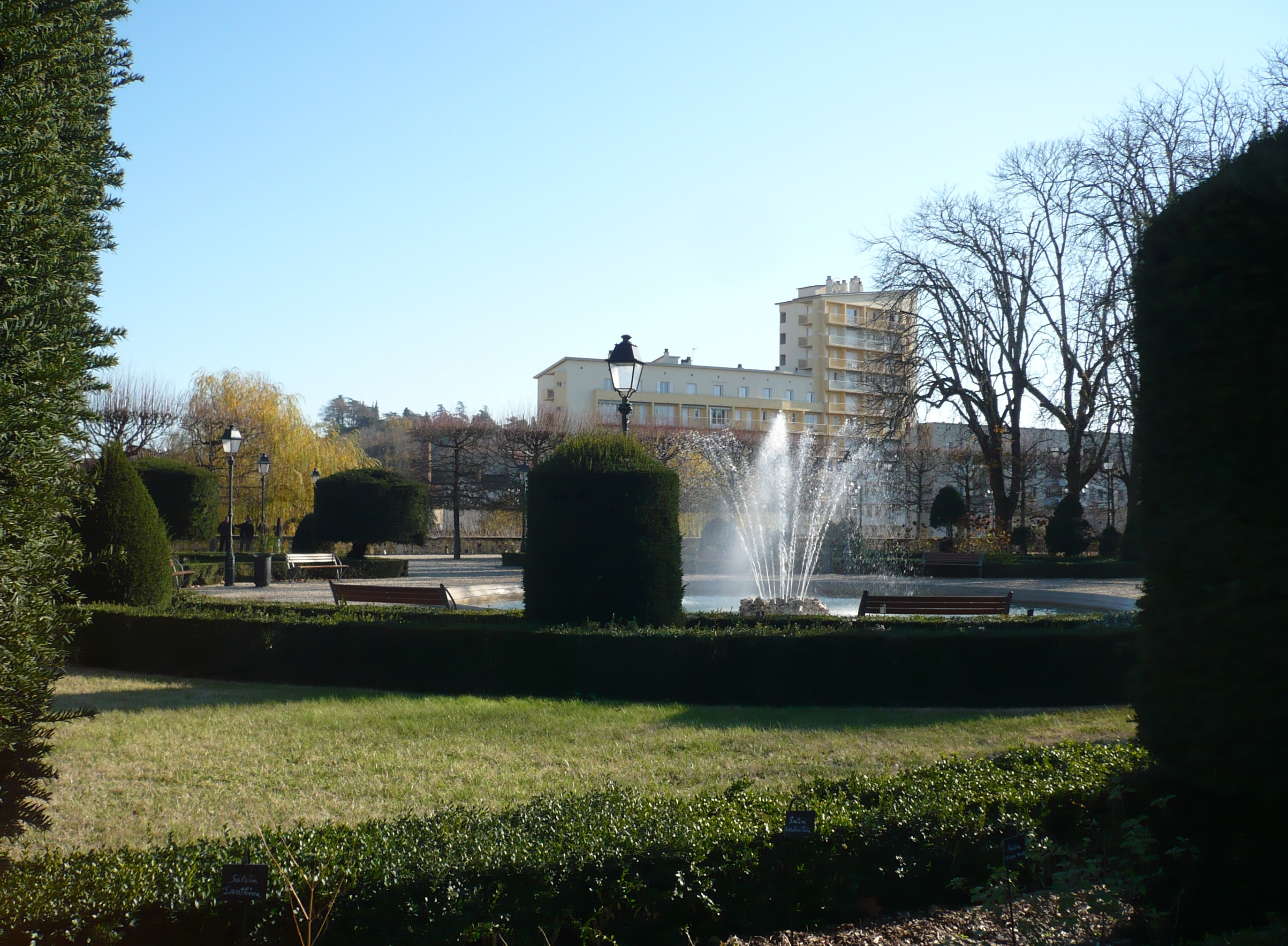
Bassin encadré par quatre parterres.
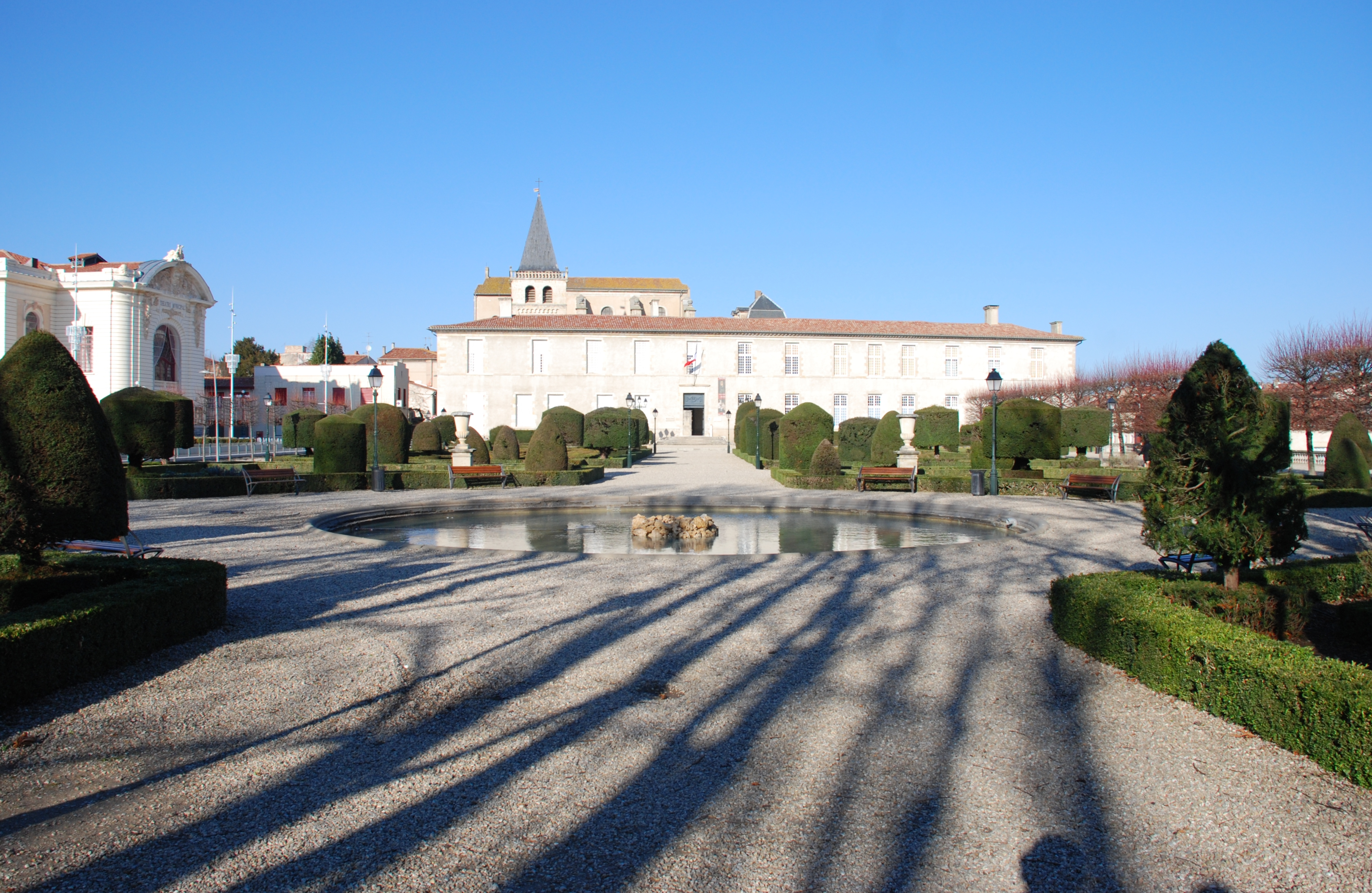
Depuis le bosquet de marronniers, vue sur le palais, la cathédrale Saint-Benoît et la tour médiévale du IXe siècle.